# 耐環境試験
耐環境試験 (たいかんきょうしけん) とは耐空性審査要領の中に定められているエンジン安全性に関する試験のうち、鳥の衝突、雨中での飛行、雹の吸い込み、霧中での飛行などを想定した、「鳥打ち込み試験」、「水吸い込み試験」、「雹打ち込み試験」、「着雹試験」など、もっぱら環境に支配されるリスクに対する安全確保の試験を一括して、FJR710の研究開発では「耐環境試験」と呼んでいる。　
| サブスタブ | この項目は、まだ閲覧者の調べものの参照としては役立たない、書きかけの項目です。この項目を加筆・訂正などしてくださる協力者を求めています。このテンプレートは分野別のサブスタブテンプレートやスタブテンプレート（Wikipedia:分野別のスタブテンプレート参照）に変更することが望まれています。 |